# Melânia, a Velha
Melânia, a Velha (340 – 410) foi uma nobre romana do final do século IV e começo do século V, venerada como santa pela Igreja.

## Vida
Nascida ca. 340 na Hispânia, Melânia era uma nobre neta do cônsul Antônio Marcelino. Casou-se jovem com Valério Máximo e enviuvou aos 22 anos. Teve três filhos com seu marido, dois deles falecidos ainda jovens mais ou menos à época da morte dele e um terceiro, Publícola, que casar-se-ia com Ceiônia Albina e teria Santa Melânia, a Jovem. Ao nomear um guardião para Publícola, partiu para Alexandria, no Egito, onde visitou os Padres do Deserto e então foi à Palestina, onde viveu por 27 anos (até ca. 374).
Em seu tempo no oriente, ajudou clérigos vítimas da perseguição do imperador Valente (r. 365–378) e fundou um mosteiro no Monte das Oliveiras, em Jerusalém, para abrigar 50 freiras; depois fundou outros mosteiros. Ela criou amizade com Santa Paula e São Jerônimo até o último entrar em rixa com Rufino de Aquileia, seu amigo. Aos 60 anos (ca. 400), retornou para Roma para visitar seu filho, trazendo consigo um pedaço da relíquia da Vera Cruz.
Sabe-se que nesse tempo converteu o pagão Aproniano, marido de sua sobrinho Ávita, e vendeu suas propriedades sicilianas. Depois disso, passou pela África, onde entregou uma carta de seu primo, São Paulino de Nola, ao Bispo de Hipona, Santo Agostinho. Morreu na Palestina antes de 410.